# Bercioiu, Vâlcea
Bercioiu este un sat în comuna Budești din județul Vâlcea, Muntenia, România.

## Personalități
- George Anca (n. 1944 - d. 2020), scriitor român
- prof. dr. Ion Soare (n. 1941 - d. 2020), scriitor român

 Acest articol despre o localitate din județul Vâlcea este deocamdată un ciot. Puteți ajuta Wikipedia prin completarea lui.